# خوسيه سيبريان ألفونسو
خوسيه سيبريان ألفونسو (28 مارس 1984 في كوبا - ) هو لاعب كرة قدم كوبي في مركز الهجوم. شارك مع منتخب كوبا لكرة القدم.

## وصلات خارجية
- خوسيه سيبريان ألفونسو على موقع قاعدة بيانات كرة القدم.إي يو (الإنجليزية)
- خوسيه سيبريان ألفونسو على موقع ناشيونال فوتبول تيمز (الإنجليزية)
- خوسيه سيبريان ألفونسو على موقع Soccerway.com (الإنجليزية)